# Orchestre Colonne
Het Orchestre Colonne (Frans voor: Colonne-orkest) is een Frans symfonieorkest, opgericht in 1873 door de violist en dirigent Édouard Colonne. Het is een van de oudste orkestverenigingen in Parijs die nog steed actief zijn.

## Geschiedenis
Terwijl hij dirigent was van het orkest van de Parijse Opera werd Édouard Colonne aangesteld door uitgever Georges Hartmann om een reeks van populaire concerten te leiden onder de naam 'Concert National' in maart 1873. in het Théâtre de l'Odéon. Hij geeft tijdens het eerste concert de wereldpremière van het oratorium van César Franck Rédemption, met Vincent d'Indy als koordirigent. Twee jaar later werden de concerten verplaatst naar het Théâtre du Châtelet en werd de naam van de organisatie gewijzigd in Association Artistique du Châtelet. Hoewel de concerten in eerste instantie een groot succes waren, zag Hartmann zich vanwege de financiële last gedwongen om zich terug te trekken uit de onderneming. Colonne besloot daarop om zijn eigen orkest te vormen in november 1873, l'Association artistique des Concerts Colonne met als thuisbasis het Théâtre du Châtelet, meestal kort weg Concerts Colonne genoemd.
Deze naam zou in gebruik blijven tot de jaren 1960 (met uitzondering van de jaren van de Duitse bezetting in de Tweede Wereldoorlog in Parijs, toen - vanwege de Colonnes Joodse afkomst - de concerten werden aangeduid als "Concerts Pierné).
Het orkest legde de nadruk op de uitvoering van hedendaagse Franse muziek, zoals het werk van Camille Saint-Saëns, Jules Massenet, Gustave Charpentier, Gabriel Fauré, Vincent d'Indy, Claude Debussy, Maurice Ravel, Charles-Marie Widor, Paul Dukas, en Emmanuel Chabrier. Ook werk van Richard Wagner en Richard Strauss werd geprogrammeerd. Colonne zorgde voor hernieuwde aandacht voor de muziek van Hector Berlioz, zoals bijvoorbeeld La Damnation de Faust, dat hij 172 keer uitvoerde tot aan de Eerste Wereldoorlog. Onder anderen Gustav Mahler, Pjotr Iljitsj Tsjaikovski, Claude Debussy, Edvard Grieg, Richard Strauss, Maurice Ravel, Gabriel Pierné en Sergej Prokofjev hebben hun eigen muziek met het orkest uitgevoerd. Zelfs na het vertrek van de oprichter bleef het orkest nieuwe muziek spelen, met 22 premières in het seizoen 1923-1924.
De dirigent Laurent Petitgirard heeft zijn contract verlengd tot 2014.

## Dirigenten
- Édouard Colonne (1873-1910)
- Gabriel Pierné (1910-1932)
- Paul Paray (1932-1956)
- Charles Münch (1956-1958)
- Pierre Dervaux (1958-1992)
- Antonello Allemandi (1992-1997)
- Laurent Petitgirard (2004-)